# Clowntryckare
Clowntryckare (Balistoides conspicillum) är en fisk som lever i Röda havet, Indiska oceanen och Stilla havet. Fisken kan bli upp till 50 cm lång. Den har starka käkar som den använder när den äter till exempel sjöborrar, krabbor och andra kräftdjur.
Fisken är huvudsakligen en marin art som lever i kustvatten på ner till 75 meters djup. Den förekommer oftast i klart vatten vid korallrev. Arten är ovanlig i hela sitt utbredningsområde, som sträcker sig från Sydafrika, längs Afrikas östkust och Asiens sydkust, genom Indonesien och vidare till Japan och Nya Kaledonien i Stilla havet.
Fisken har ett utmärkande utseende. På buken har den stora vita fläckar på mörk bakgrund, och på ryggen små gula fläckar. Färgsättningen är en sorts kamouflage, underifrån ser de vita fläckarna ut som vattenytan ovanför. Fiskens mun är klargul.
På grund av sin färg så är fisken mycket uppskattad som akvariefisk. Liksom andra tryckarfiskar kräver den ett stort akvarium och kan vara aggressiv mot andra fiskar. Det är olämpligt att ha arten tillsammans med mindre fiskar som den kan äta upp. Fisken kan också bli så tam att den äter direkt ur handen, men då bör man vara försiktig med dess vassa tänder.